# Brackenwood
Brackenwood es una serie de animación creada por Adam Phillips, «webmaster» de la web Bitey Castle. Se basa en una serie de cortos de animación realizados en Adobe Flash que relatan la vida de los habitantes del pequeño y fictício bosque de Brackenwood. Consta de 6 capítulos oficiales, además de un vídeo musical.
En septiembre de 2006, Cold Hard Flash eligió el capítulo Prowlies at the River como la cuarta animación flash más influyente de todos los tiempos